# برجایا ایر
برجایا ایر (به انگلیسی: Berjaya Air) یک شرکت هواپیمایی با کد یاتا J8 است که در تاریخ ۱۹۸۹ میلادی تأسیس شده است. دفتر مرکزی برجایا ایر در فرودگاه سلطان عبدالعزیز شاه واقع شده است و قطب این شرکت هواپیمایی در فرودگاه سلطان عبدالعزیز شاه قرار دارد و به ۴ مقصد، پرواز انجام می‌دهد.